# Générateur homopolaire (machine électrique)
Pour les articles homonymes, voir Générateur homopolaire.

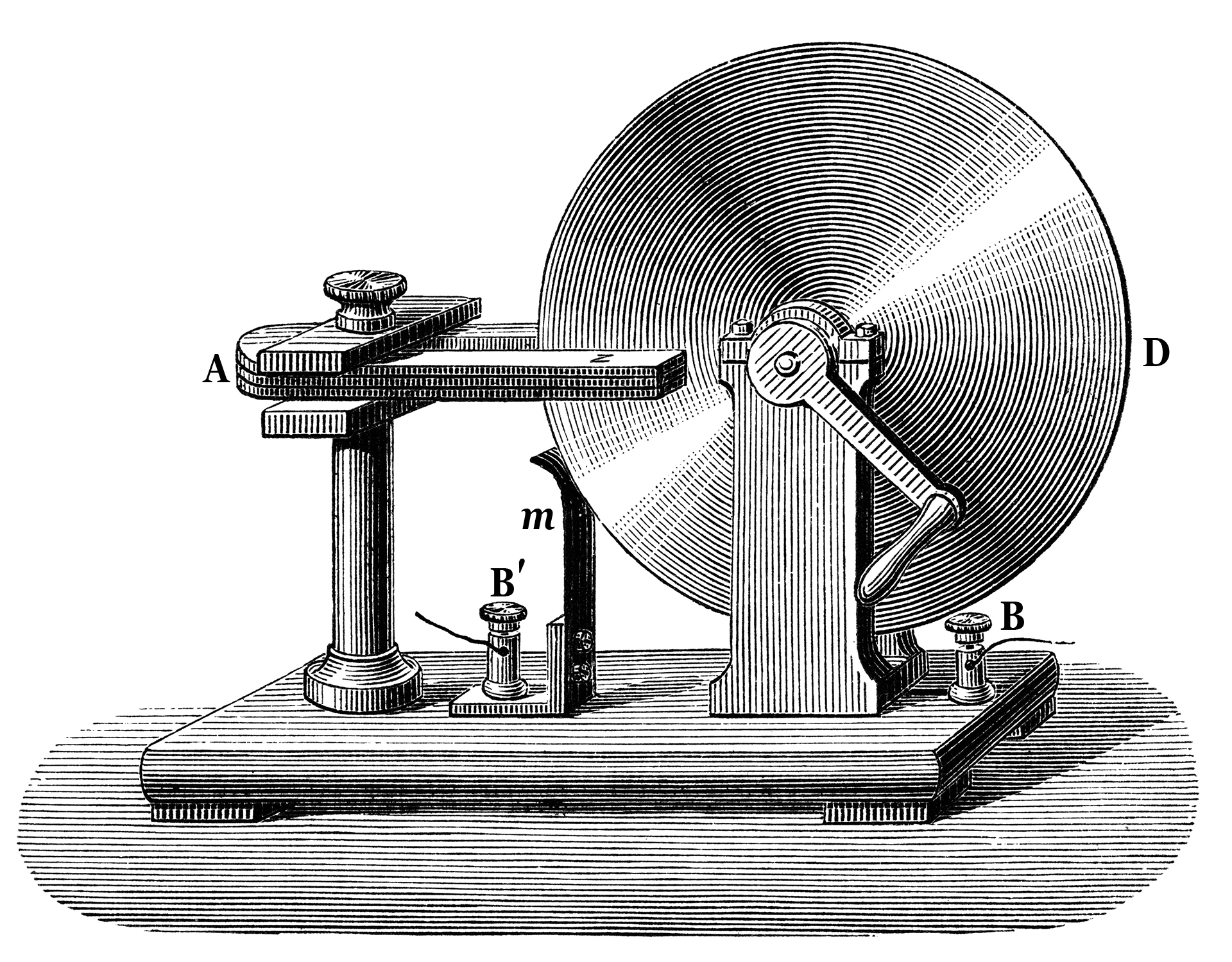
Le disque de Faraday, le premier générateur homopolaire.

Un générateur homopolaire est un générateur électrique à courant continu comprenant un disque conducteur électrique ou un cylindre en rotation sur un plan perpendiculaire à un champ magnétique statique et uniforme. Une différence de potentiel est créée entre le centre du disque et ses bords avec une polarité électrique qui dépend de la direction de la rotation et de l'orientation du champ. Le voltage est généralement bas, de l'ordre de quelques volts dans le cas des petits modèles de démonstrations, mais des générateurs de recherche de plus grande taille peuvent produire des centaines de volts  et certains systèmes comportent également plusieurs générateurs en série afin de produire un voltage supérieur. Ce type d'appareil est aussi appelé générateur unipolaire, générateur acyclique, disque dynamo et disque de Faraday.